# كورنيلا دي يوبريغات
بلدية كورنيلا دي يوبريغات (بالكاتالانية: Cornellà de Llobregat) هي إحدى بلديات مقاطعة برشلونة، والتي تقع في منطقة كاتالونيا، شرق إسبانيا.
يبلغ عدد سكانها 84.477 نسمة وفقاً لإحصائية سنة (2007).

## توأمة
لكورنيلا دي يوبريغات اتفاقيات توأمة مع كل من:
- خينوتيغا
- Mariel, Cuba [الإنجليزية]‏

## أعلام
- توني أغيلار
- روبين مينو
- إميليا كانو
- رييس إستيفيث لوبيث
- اجناسيو غوميز